# Oegoconia deauratella
Oegoconia deauratella là một loài gelechioid moth. Nó được tìm thấy ở hầu hết châu Âu.
Sải cánh dài 11–15 mm.
The larva feed probably feed on dried and decaying vegetable matter.

## Hình ảnh

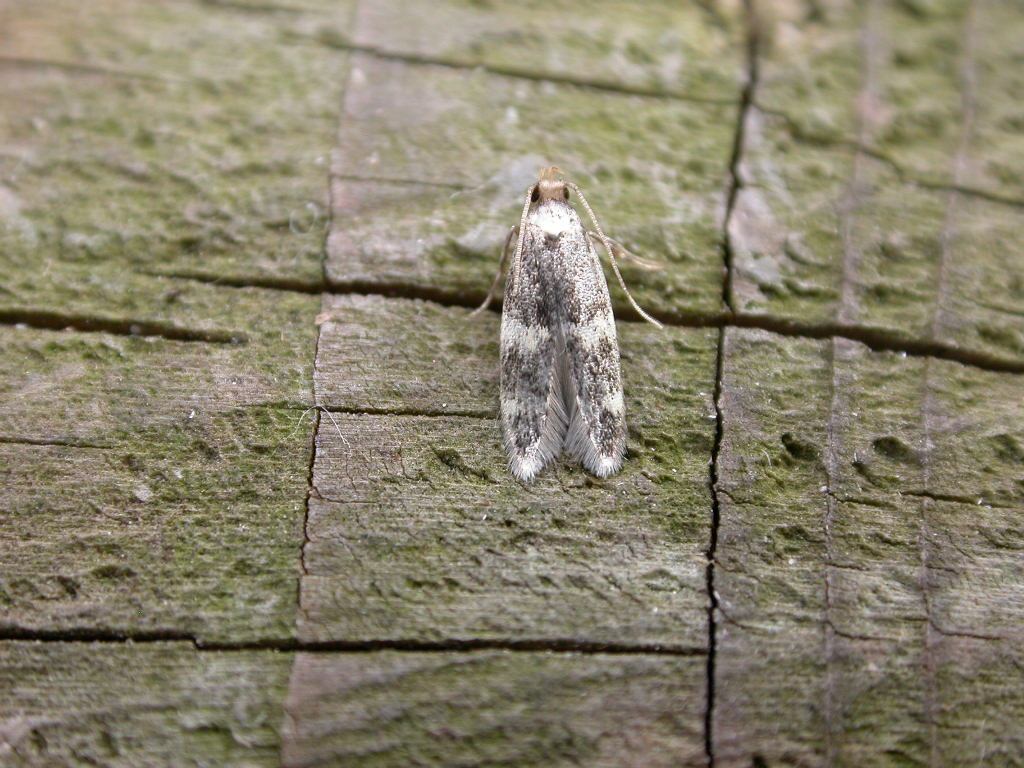
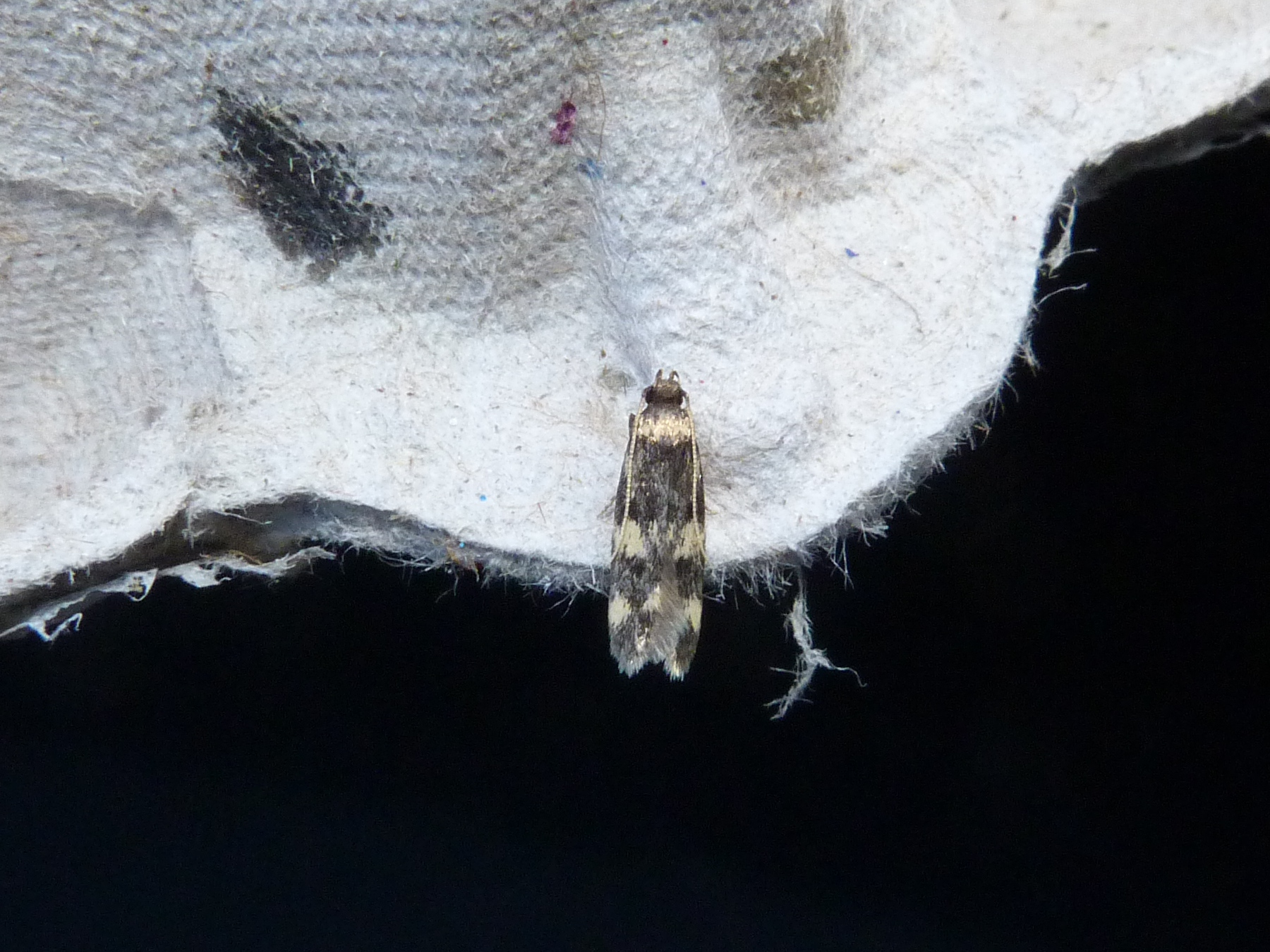
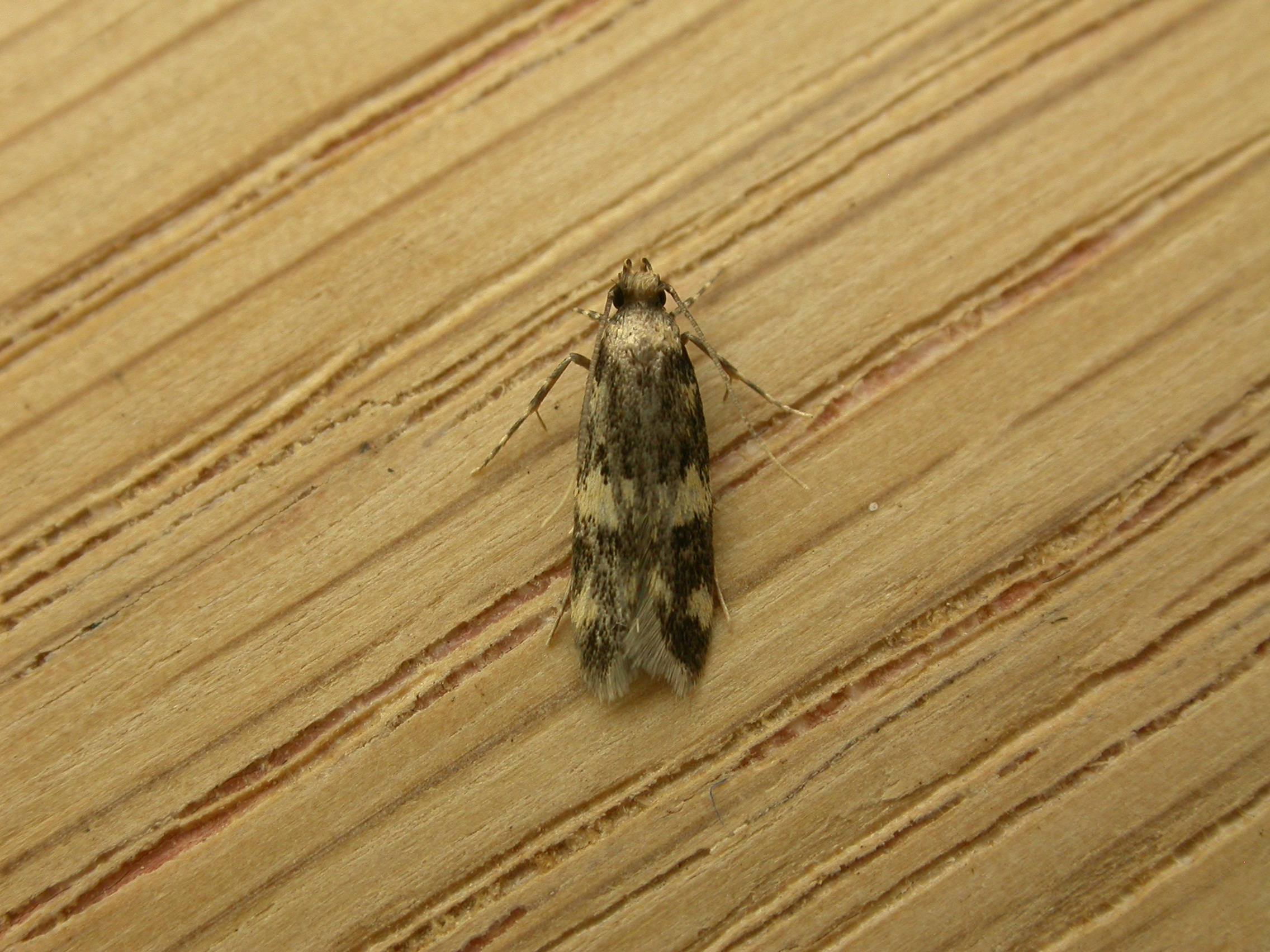
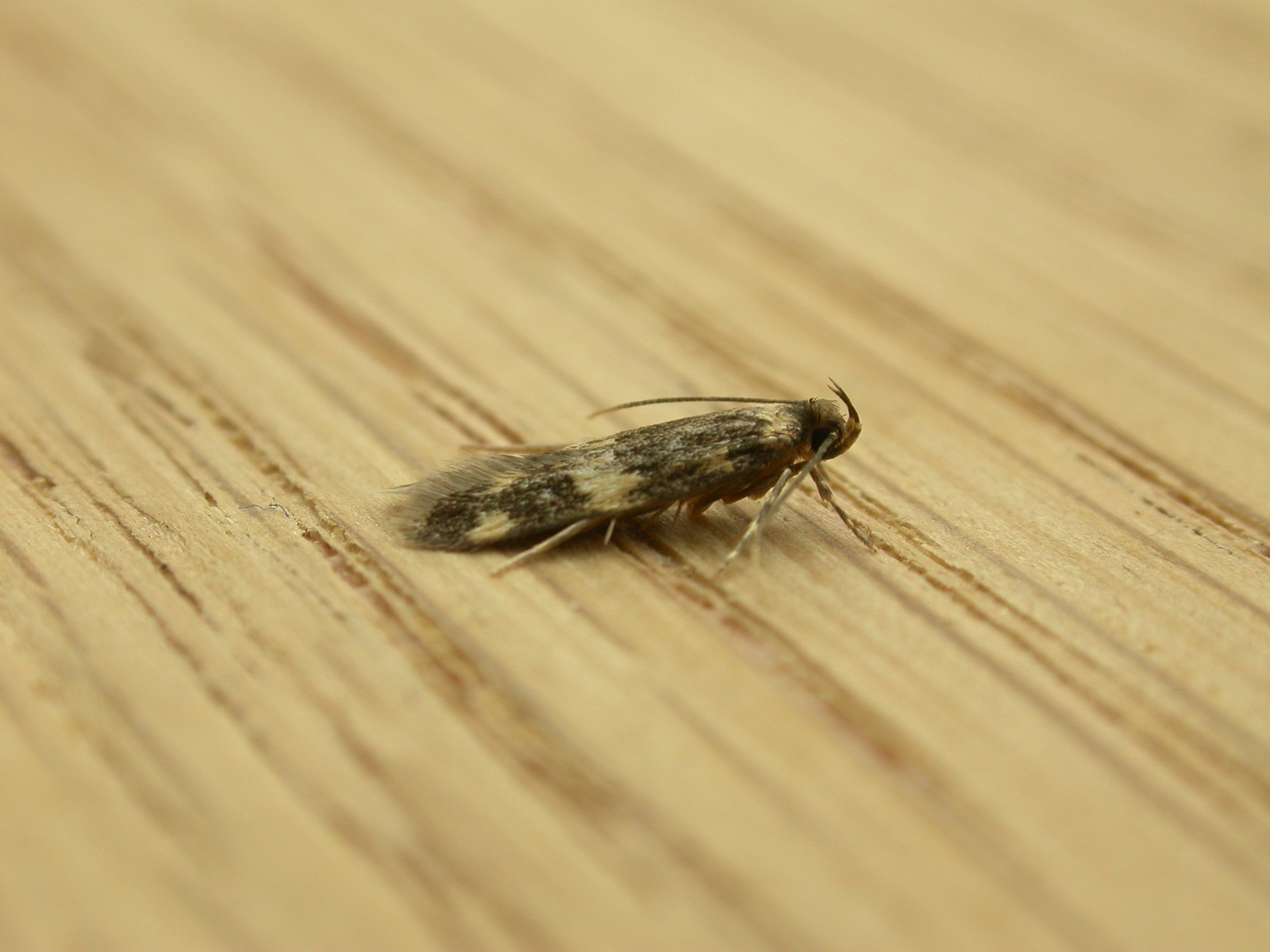